# Franz Jägerstätter

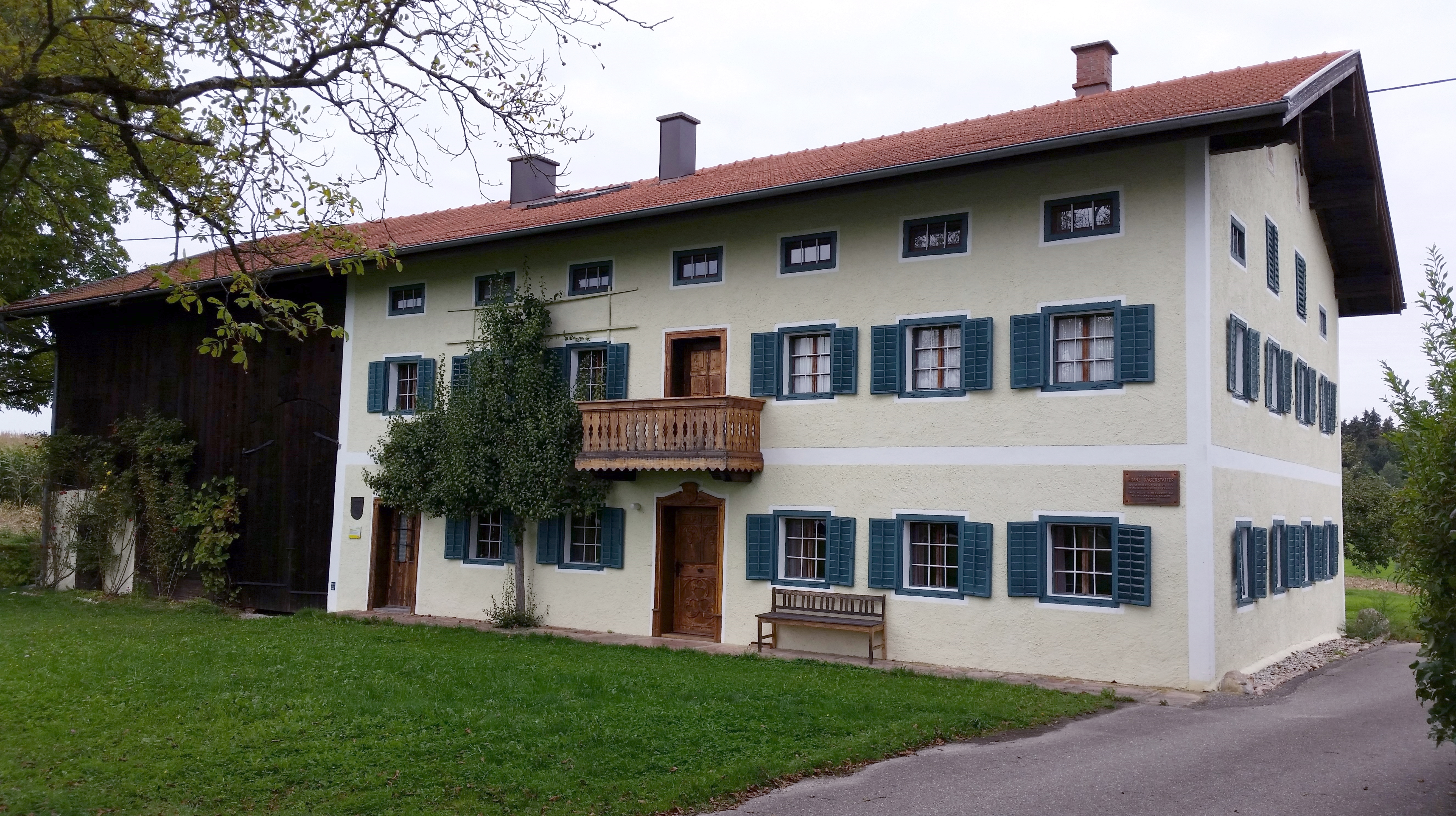
Franzův rodný dům

Blahoslavený Franz Jägerstätter, narozen jako Franz Huber (20. května 1907 – 9. srpna 1943) byl rakouský sedlák, který byl popraven za to, že z důvodů svědomí odmítl sloužit v nacistické německé armádě. Byl prohlášen za blahoslaveného roku 2007 papežem Benediktem XVI. Památka se připomíná v den Jägerstätterova křtu 21. května, církví je považován za patrona odpíračů vojenské služby.

## V kultuře
Na základě Jägerstätterova životopisu natočil Terrence Malick r. 2019 film A Hidden Life (Skrytý život).
Český hudební skladatel Pavel Smutný zkomponoval na jeho počest mši Missa Heroica a v roce 2004 komorní operu Mysterium Fidei.
Český překlad životopisné knihy od Erny Putzové vyšel v roce 2020 – Sedlák proti Hitlerovi.